# Provinz Limburg
Die Provinz Limburg war eine Verwaltungseinheit im Königreich der Vereinigten Niederlande, das von 1815 bis 1839 bestand. Trotz des Namens hatte sie keinen direkten Bezug zum alten Herzogtum Limburg, das südlich dieser Provinz gelegen hatte. Im Jahr 1839 wurde die Provinz zwischen den Niederlanden und dem neu entstandenen Belgien geteilt. Seitdem gibt es die belgische Provinz Limburg und die niederländische Provinz Limburg.
Ab 1795 hat das revolutionäre Frankreich nach und nach die Niederlande erobert und einverleibt, erst den Süden, später den Norden. Schon 1795 wurde ein Département de la Meuse-Inférieure („Departement der unteren Maas“) eingerichtet. Es umfasste Gebiete, die zuvor zum Süden, zum Norden, zum Heiligen Römischen Reich und zum Hochstift Lüttich gehört hatten.
Nach dem Ende dieser Franzosenzeit wurde 1814/15 ein niederländisches Königreich gegründet, das sowohl den ehemaligen Norden als auch den Süden umfasste. Das besagte Département wurde zur neuen Provinz Limburg, die auch kleinere Gebiete des ehemaligen Rur-Départements und andere Gebiete erhielt. Die Namensgebung sollte an das historische Herzogtum Limburg erinnern und so dazu beitragen, die Namen der siebzehn niederländischen Provinzen aus Burgundisch-Habsburgischer Zeit zu erhalten. Tatsächlich lag das alte Herzogtum südlich der neuen Provinz; nur kleine Gebietsteile hatten beiden angehört.
Limburg war eine rein administrative Einheit ohne Einheitsgefühl oder gemeinsame Kultur der Einwohner. Auch die Dialekte waren verschieden.

## Ende der ungeteilten Provinz
Im Jahr 1830 forderten Politiker in der Belgischen Revolution die Gründung eines eigenen Staates Belgien. Revolutionäre übernahmen auch in der Provinz Limburg die Macht, jedoch konnten sich niederländische Soldaten in den Festungsstädten Maastricht und Venlo halten. Besiegelt wurde die Loslösung Belgiens von den Niederlanden schließlich im Jahr 1839. Die Provinz wurde nun auch offiziell geteilt in
- die belgische Provinz Limburg mit der Hauptstadt Hasselt und in
- die niederländische Provinz Limburg mit der Hauptstadt Maastricht.

Die niederländische Provinz hatte eine Zeitlang einen gewissen Sonderstatus: Der niederländische König ließ sie als Herzogtum Limburg (1839–1866) in den Deutschen Bund eintreten. Dies hatte rein politische Gründe und endete im Jahr 1866 mit der Auflösung des Deutschen Bundes. Ansonsten war Niederländisch-Limburg eine niederländische Provinz wie andere auch.

## Belege
1. ↑  A.M.J.A. Berkvens: Staatkundige geschiedenis van ‘Limburg’ 1794-1867. In: Ars Aequi. Dezember 2008, S. 886 (886-894 S.).
2. ↑  A.M.J.A. Berkvens: Staatkundige geschiedenis van ‘Limburg’ 1794-1867. In: Ars Aequi. Dezember 2008, S. 889 (886-894 S.).
3. ↑  E.J. Raskin: De herdenking van de scheiding der beide Limburgen in een breder perspectief. In: Neerlandia. Band 92, 1988, S. 42.